# Julián Figueroa
Julián Figueroa (Medellín, Antioquia, Colombia; 29 de enero de 1993) es un futbolista colombiano que juega como centrocampista en el Deportivo Táchira de la Primera División de Venezuela.

## Selección Colombia
Ha sido internacional con la Selección de fútbol de Colombia Sub-20 con la que disputó el Campeonato Sudamericano Sub-20 de 2013 en Argentina en la que la selección colombiana terminó ganando la competición y logrando la clasificación a la Copa Mundial de Fútbol Sub-20 de 2013. También disputó el Torneo Esperanzas de Toulon.  
| Competición                 | Sede      | Resultado  | Partidos |
| --------------------------- | --------- | ---------- | -------- |
| Sudamericano Sub-20 de 2013 | Argentina | Campeón    | 4        |
| Torneo Esperanzas de Toulon | Francia   | Subcampeón | 1        |

## Clubes
| Club                               | País      | Año         |
| ---------------------------------- | --------- | ----------- |
| Envigado F. C.                     | Colombia  | 2012 - 2014 |
| Chiapas F. C.                      | México    | 2016        |
| F. C. Juárez                       | México    | 2016 - 2017 |
| Independiente Medellín             | Colombia  | 2019        |
| Club Deportivo Hermanos Colmenárez | Venezuela | 2021 - 2022 |

## Palmarés

### Torneos internacionales
| Título                  | Selección | Sede      | Año  |
| ----------------------- | --------- | --------- | ---- |
| Campeonato Sudamericano | Colombia  | Argentina | 2013 |